# Jean-François Zygel
Jean-François Zygel, né le 23 novembre 1960 à Paris, est un pianiste improvisateur, compositeur et professeur d'improvisation au piano au Conservatoire national supérieur de musique et de danse de Paris. Il est également reconnu pour son travail d'initiation à la musique classique dans les médias radiophoniques et télévisuels.

## Biographie

### Formation
Les parents de Jean-François Zygel ne sont pas musiciens. Sa mère écoute de la chanson (Colette Magny, Brel, Barbara, Léo Ferré, etc.) alors que son père préfère la musique classique (Mozart, Bach, Beethoven, Schubert, etc.).
Il entre au Conservatoire national supérieur de musique à Paris en 1975, il y remportera dix premiers prix (harmonie, contrepoint, fugue, analyse, accompagnement piano, direction de chant, musique de chambre, recherche en analyse, orchestration et composition). En 1982, il remporte le premier prix du Concours international d'improvisation au piano de la ville de Lyon.

### Compositeur et pianiste improvisateur
Jean-François Zygel occupe une position tout à fait singulière dans la création musicale française. Ses œuvres des années 1980 et du début des années 1990 (Hommage à Pablo Casals, Expérience de la lumière) sont proches de certains compositeurs américains, comme Steve Reich et John Adams. Son triptyque symphonique La Ville révèle une écriture contrastée et d'une forte portée dramatique. Plus récemment, Jean-François Zygel s'est orienté vers des textures polyphoniques et polyrythmiques plus étoffées, où l'on peut déceler son attirance pour les compositeurs anglais des 16e et 17e siècles (nonette Málaga, 2000). Son intérêt pour la cantillation hébraïque (deux de ses arrière-grands-pères étaient hazzanim en Pologne) transparaît dans ses Chants juifs pour violoncelle et piano, partition basée à la fois sur des motifs préexistants et sur des éléments mélodiques librement inspirés de sources traditionnelles, ainsi que dans plusieurs œuvres comme Mélodie pour violon seul, Vous avez blessé mon cœur (d'après le Cantique des cantiques) pour soprano, ténor et piano, ou le plus récent Kaddish (2019) pour seize voix mixtes a cappella.
D'autres aspects de son activité contribuent à différencier fortement son attitude de celle de la plupart des compositeurs de sa génération, en particulier le fait de considérer le concert comme une forme de spectacle. Il accorde également une grande importance aux possibilités de frayer des passages entre les genres, savants et populaires, ainsi qu'entre les différentes disciplines artistiques, comme le cinéma muet, l'une de ses passions.

Familier de l'accompagnement de films en concert, Jean-François Zygel compose une musique originale pour Nana de Jean Renoir (commande du musée du Louvre en 1986).
À l'occasion du centenaire de la naissance de la musique de film, en 2008 il signe l’accompagnement au piano du chef-d’œuvre de Marcel L'Herbier, L'Argent.
En 2011, il collabore avec l'Orchestre national d'Île-de-France (Ondif) pour La Femme sur la lune de Fritz Lang (Cité de la musique).
En 2013, c'est la création par l'orchestre de l'Opéra de Rouen d'une nouvelle partition écrite pour La Belle Nivernaise de Jean Epstein (commande de la Cité de la musique et du Festival Normandie Impressionniste).
Seul ou en duo avec Thierry Escaich, il accompagne de nombreuses fois L'Aurore, Le Fantôme de l'Opéra et le Napoléon d'Abel Gance à l'Opéra de Paris, au Festival d'Avignon, à la Cité de la Musique, à la Maison de la Radio et au Forum des Images (Paris), au Lincoln Center de New York et à la National Gallery de Washington[Quand ?].
Entre 2012 et 2021, il met régulièrement en musique les grands films de Murnau et de Fritz Lang (Théâtre national de Toulouse, Théâtre du Châtelet, Cité de la Musique, Philharmonie Luxembourg, Opéra de Nice, Opéra de Monte-Carlo, Arsenal de Metz, Chorégies d'Orange…). En octobre 2015, il improvise en direct pendant six heures sur les images de la nouvelle version restaurée des Misérables d'Henri Fescourt (d’après Victor Hugo) au Théâtre du Châtelet, performance réitérée l’année d’après au festival Musica de Strasbourg, en juillet 2018 au Festival International du Film de Jérusalem et en avril 2019 au Parvis de Tarbes. Pour la Cinémathèque française, il signe en 2016 les musiques de La Charrette fantôme de Victor Sjöström et de La Passion de Jeanne d’Arc de Dreyer.
Il met en musique Le Fantôme de l’Opéra de Rupert Julian pour l’Opéra de Monte-Carlo en octobre 2016, solo repris aux Chorégies d’Orange en juillet 2017, à l’Auditorium de Lyon en mars 2019, au Festival Enesco à Bucarest en septembre 2019, à l’Opéra de Toulon en février 2020 puis à la fondation Jérôme Seydoux-Pathé en juin 2023.

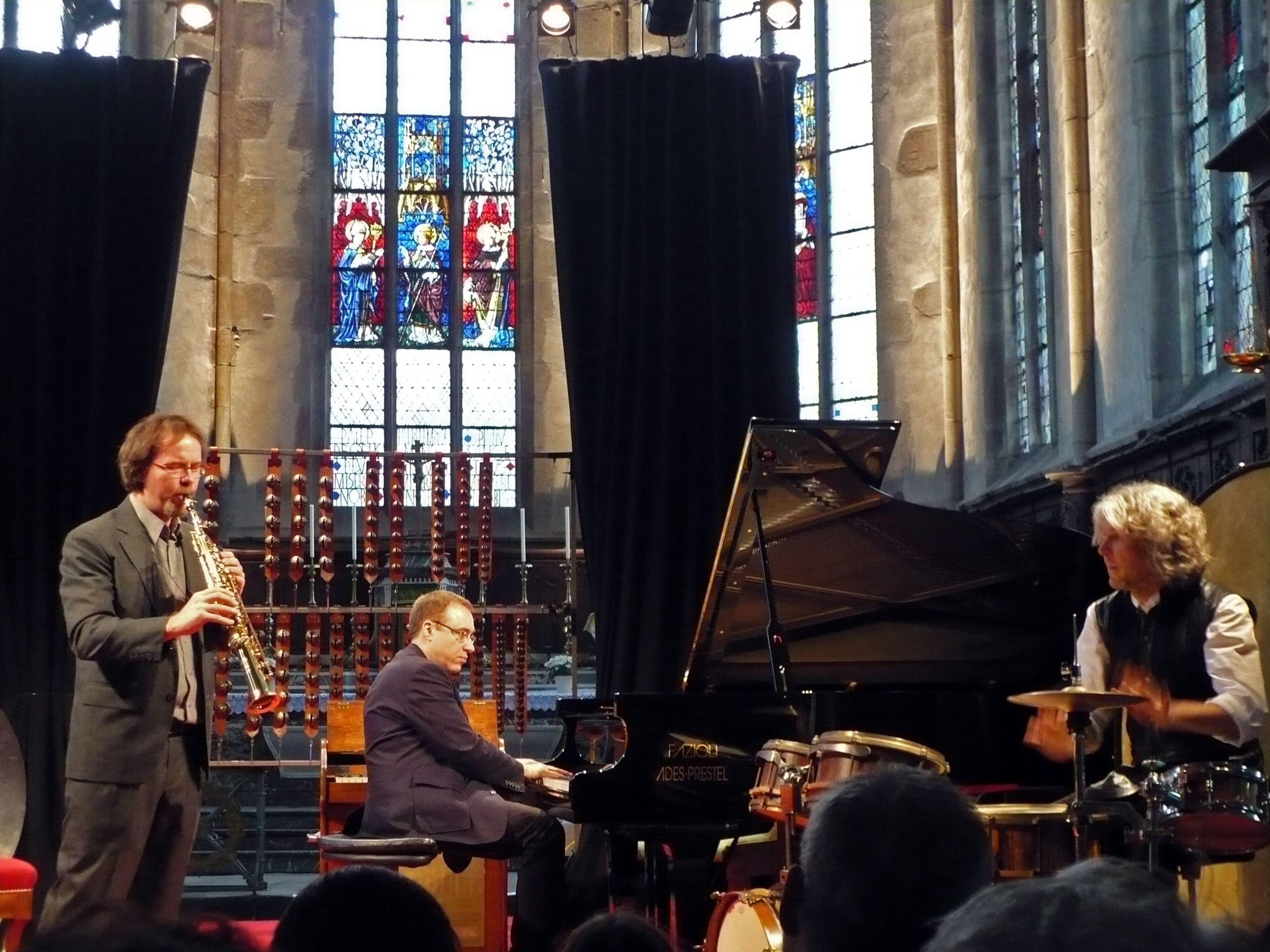
Philippe Geiss, Jean-François Zygel et Joël Grare en 2009 à Fénétrange

Artiste éclectique, Jean-François Zygel mène une carrière de pianiste improvisateur en France comme à l'étranger, et partage régulièrement la scène avec des artistes de tous horizons comme Chilly Gonzales, Didier Lockwood, Gabriela Montero, Bobby McFerrin, Michel Portal, Ibrahim Maalouf, Abd Al Malik, Médéric Collignon, Bruno Fontaine, Andy Emler, Antoine Hervé, Yaron Herman, André Manoukian, Jacky Terrasson, Art Point M, Raphaëlle Boitel, Dan Tepfer, Thomas Enhco, Sly Johnson, Kaori Ito, Thomas Bloch, entre autres.
En 2011, il publie son deuxième album d'improvisation, Double Messieurs (Naïve), en duo avec Antoine Hervé, qui constitue un véritable « carnet de voyage » des concerts donnés pendant la saison 2009-2010. Il lance aussi cette année là Les Concerts de l'Improbable au Théâtre du Châtelet.
En 2012, il est invité à se produire à Toronto en compagnie d’Uri Caine et de Lang Lang pour un concert d’hommage à Glenn Gould à l’occasion des trente ans de sa mort.
En 2017 parait l'album L'Alchimiste, sur lequel il improvise sur les voix isolées de chansons célèbres : Y'a d'la joie de Charles Trenet, La Fille d'avril de Laurent Voulzy, Ne me quitte pas de Jacques Brel… Mêlant Schumann à Renaud, il est parfois accompagné d'autres musiciens tels que Médéric Collignon, Joël Grare ou Paul Meyer.

### Émissions et spectacles

#### La Leçon de Musique
De 1996 à 2007, Jean-François Zygel donne des leçons de musique en public à la mairie du 20e arrondissement à Paris.
Devant le succès grandissant, certaines ont été filmées par Stéphan Aubé (Mozart et Schubert) et Marie-Christine Gambart (Chopin, Fauré, Bartók, Debussy, Chostakovitch, Mendelssohn, Franck, Ravel et Mozart) puis éditées sous format DVD par Naïve Records et récompensées aux Victoires de la musique classique 2006.
De 2007 à 2011, ses Leçons de musique s'installent au Théâtre du Châtelet. Cette fois, Jean-François Zygel consacre les compositeurs suivants : Schubert, Mendelssohn, Haydn, Chopin, Brahms, Fauré, Debussy, Messiaen ainsi qu'une Leçon spéciale pour la Fête de la musique.

#### Les Leçons d'opéra
Spectacles donnés au Théâtre du Châtelet.

#### Les Clefs de l'Orchestre
Dans la lignée des Young People’s Concerts de Leonard Bernstein, Jean-François Zygel, avec la complicité de l'Orchestre Philharmonique de Radio France, explique les grandes œuvres du répertoire symphonique à un public de tous âges.
Certains de ces concerts pédagogiques ont fait l'objet d'une diffusion télévisuelle ainsi que d'une édition DVD chez Naïve Records. Les œuvres filmées sont le Boléro de Ravel, la Symphonie no 103 de Joseph Haydn, la Symphonie nº 6 de Beethoven, la Symphonie nº 9 de Dvořák, le Concerto pour orchestre de Bartók, la Symphonie fantastique de Berlioz, L'Apprenti sorcier de Dukas, La Danse macabre de Saint-Saëns, L'Oiseau de feu et Le Sacre du printemps de Stravinsky, etc. Les réalisateurs sont Stéphan Aubé, Philippe Béziat, Frédéric Leclair et François-René Martin.

#### Les Nuits de l'improvisation
Au Théâtre du Châtelet, Jean-François Zygel organise de 2009 à 2016 des Nuits de l'improvisation, spectacle annuel où solistes et les groupes de musiciens (fixes ou déambulant) investissent tout le théâtre.

#### Les Concerts de l'improbable
Organisés au Théâtre du Châtelet de 2011 à 2014, les spectacles des deux premières saisons (2011-2012 et 2012-2013) sont organisés autour d'un compositeur, différent à chaque fois. Durant la saison 2013-2014, les spectacles sont thématiques.
Les concerts sont précédés par une heure de musique à tous les étages dans un théâtre redécoré pour l'occasion : musiciens ambulants, instruments rares, trios, quatuors, quintettes. Après le concert, un after mêle jazz, baroque, classique dans les différents salons du théâtre.

#### La Boîte à Musique
Jean-François Zygel anime tous les étés de 2006 à 2016 une émission hebdomadaire sur France 2. Au cours de celle-ci, un thème ou un compositeur classique est revisité, en public et en compagnie de plusieurs personnalités françaises, souvent issues du monde de la politique ou de l'art, notamment de la chanson.
La formule initiale est de 90 minutes, le jeudi soir vers 22 h 30, chaque émission étant consacrée lors de la première saison à un compositeur. En 2007, la formule de l'émission évolue légèrement et la durée passe à 110 minutes. Chaque émission est consacrée à un thème (et non plus à un compositeur) : l'opéra, les claviers, la nature, la musique de chambre, la danse. Une nouvelle Boîte à Musique consacrée à Noël est diffusée pour les fêtes de fin d'année, le 21 décembre 2007. L'émission reprend pour huit rendez-vous au cours de l'été 2008. Les thèmes abordés sont : musique et cinéma, la musique française (on y voit Xavier Darcos improvisant au piano), les modernes, les classiques, les romantiques, la sensualité, pochette surprise, l'improvisation.
L'émission reçoit le « Laurier de l'émission culturelle musicale » remis par le Club Audiovisuel de Paris en mai 2009.

#### Sur l'antenne de France Musique
Jean-François Zygel est également présent de 2004 à 2010 sur l'antenne de France Musique dans ses Leçons de musique évoquées plus haut et les concerts Les Clefs de l'orchestre. Entre 2006 et 2009, il anime l'émission Le Cabaret Classique le dimanche de 18 h à 19 h (une émission qu'il a coprésentée, pour la dernière saison, avec Antoine Hervé). En 2009-2010, Le Blog de Jean-François Zygel (le samedi de 17 h 30 à 18 h) clôt sa collaboration avec France Musique.

#### Sur l'antenne de France Inter
À la rentrée 2015, France Inter lui confie une émission hebdomadaire intitulée La Preuve par Z, tous les samedis à 19h20. Le compositeur y évoque et explique avec gaîté et enthousiasme les grands compositeurs, extraits musicaux à l'appui.
Depuis septembre 2021, La Preuve par Z est diffusée tous les dimanches de 22h à 23h.

#### Sur l'antenne de France Télévisions
Le 31 août 2017, Jean-François Zygel présente Zygel Académie à 23 h sur France 2, une émission où des célébrités découvrent la musique classique. Elle réunit 601 000 téléspectateurs, soit 7,3 % du public. La Zygel Académie est reconduite en 2018.
Les Clefs de l'orchestre sont régulièrement diffusées sur France 5, France 2, France 4 et la RTBF.
En 2020, Jean-François Zygel crée un nouveau format avec André Manoukian : Entre duel et duo. Les deux pianistes improvisent entre classique et jazz, entre défis et complicité.

### Enseignement
Il est nommé professeur d'orchestration au Conservatoire national supérieur de musique de Lyon puis professeur d'écriture et d'improvisation au Conservatoire national supérieur de musique de Paris.[Quand ?]
En 2002, il fonde la classe d'improvisation au piano au Conservatoire national supérieur de musique et de danse de Paris.

## Œuvres

### Publications
- « "Quand du stérile hiver a resplendi l'ennui…" Conditions d'existence du langage musical », Le Débat, no 82,‎ novembre-décembre 1994, p. 31-34 (ISSN 0246-2346, e-ISSN 2111-4587, DOI 10.3917/deba.082.0031 ).

### Œuvres musicales
- Nigun, chants juifs pour violoncelle et piano.
- Malaga, pour piano, quatuor à cordes et quatuor de bois, 1994.
- La Ville, pour grand orchestre, 1993.

## Vidéographie

### DVDLa Leçon de Musique
Édités chez Naïve Classic.
- Bartók (réalisation Marie-Christine Gambart)
- Chopin (réalisation Marie-Christine Gambart)
- Chostakovitch (réalisation Marie-Christine Gambart)
- Debussy (réalisation Marie-Christine Gambart)
- Fauré (réalisation Marie-Christine Gambart)
- Franck (réalisation Marie-Christine Gambart)
- Mendelssohn (réalisation Marie-Christine Gambart)
- Mozart (réalisation Stéphan Aubé)
- Ravel (réalisation Marie-Christine Gambart)
- Schubert (réalisation Stéphan Aubé)

### DVDLes Clefs de l'Orchestre
- Symphonie no 103 de Haydn (réalisation Stéphan Aubé)
- Boléro de Maurice Ravel (réalisation Stéphan Aubé)
- Symphonie Pastorale de Beethoven (réalisation Stéphan Aubé)
- Symphonie « Du Nouveau Monde » de Dvořák (réalisation Stéphan Aubé)
- Concerto pour orchestre de Bartók (réalisation Philippe Béziat)
- Symphonie fantastique de Berlioz (réalisation François-René Martin)
- L’Apprenti Sorcier de Dukas et La Danse macabre de Saint-Saëns (réalisation Frédéric Le Clair)
- Symphonie no 40 de Mozart (réalisation Louise Narboni)
- « Symphonie inachevée » de Schubert (réalisation Frédéric Le Clair)
- L'Oiseau de feu de Stravinsky (réalisation Frédéric Le Clair)

### DVDLa musique classique expliquée aux enfants
(réalisation Frédéric Leclair)

### DVDLa Boîte à Musique
- La Boîte à Musique (2007, épisodes de la saison 2007 de l'émission)
- La Boîte à Musique 2 (2008, épisodes de la saison 2008 de l'émission)
- La Boîte à Musique 3 (2010, deux épisodes de la saison 2009 de l'émission et trois épisodes de la saison 2010)
- La Boîte à Musique 4 (2011, épisodes de la saison 2011 de l'émission)

Une première édition de La Boîte à Musique 3 est parue en 2009 avec une jaquette différente. Elle contenait tous les épisodes de la saison 2009 de l'émission, mais a été retirée de la vente en raison de problèmes de droits concernant un des artistes invités sur une des émissions.

## Discographie
- 1998 : Chants juifs (édité chez naïve classic), par Sonia Wieder-Atherton et Daria Hovora : composition de trois morceaux (Nigun, Psalmodie et Chemah)
- 2008 : Improvisations (édité chez naïve classic)
- 2011 : Double Messieurs, avec Antoine Hervé (édité chez naïve classic)
- 2017 : L'Alchimiste (édité chez Sony)

## Distinctions
- Chevalier de la Légion d'honneur (2015)[10] ;
- Chevalier de l'ordre des Arts et des Lettres (2014)[11] ;
- Chevalier de l'ordre national du Mérite (2006)[12].